# Atwood (Oklahoma)
Atwood es un pueblo ubicado en el condado de Hughes, Oklahoma, Estados Unidos. Según el censo de 2020, tiene una población de 85 habitantes.

## Geografía
La localidad está ubicada en las coordenadas 34°57′19″N 96°20′13″O / 34.95528, -96.33694 (34.955155, -96.336762).

## Demografía
Según la Oficina del Censo, en 2000 los ingresos medios de los hogares de la localidad eran de $29,167 y los ingresos medios de las familias eran de $31,250. Los hombres tenían unos ingresos medios de $38,125 frente a $9,750 para las mujeres. Los ingresos per cápita de la localidad eran de $14,040. Alrededor del 20.4% de la población estaba por debajo del umbral de pobreza.
De acuerdo con la estimación 2015-2019 de la Oficina del Censo, los ingresos medios de los hogares de la localidad eran de $45,000 y los ingresos medios de las familias eran de $64,063. Alrededor del 25.7% de la población estaba por debajo del umbral de pobreza.